# Contemplate (The Reason You Exist)
Contemplate (The Reason You Exist) är ett musikalbum från 2003 av den tyska tranceartisten Kai Tracid.

## Låtlista
1. Welcome
2. Express Your Hidden Passion
3. Follow Me Freely
4. 4 Just 1 Day
5. Far Beyond Your Wildest Imagination
6. Drift Deep Into Your Own Thoughts
7. I Don’t Want To Live 4 Ever
8. Pure Acid
9. Running Through Your Veins
10. Contemplate The Reason You Exist